# Museu del Mamut
El Museu del Mamut fou un museu paleontològic situat a Barcelona, obert entre 2010 i 2016, que contenia una exposició dedicada als animals de l'Edat de Gel. El museu comptà amb una col·lecció d'esquelets de mamuts recollits en expedicions a Amèrica i el Canadà així com una reproducció a escala real d'aquests animals prehistòrics.

## Història
El museu estigué situat en una zona d'interès arqueològic així com inclòs al Pla especial de protecció arquitectònica històrica de la ciutat de Barcelona. Hi destacava la seva galeria gòtica, edificada durant la segona meitat del segle xii amb pedra de Montjuïc, ja que és l'únic edifici gòtic no religiós de Barcelona que té arcs gòtics a la planta baixa.
El carrer de Montcada, on s'ubicà el museu, adquirí en el segle XIV, XV i XVI la categoria de carrer noble de la ciutat i l'habitaren famílies de reconegut llinatge. Sembla que la família Massanet fou la primera a viure a l'edifici als inicis del segle xiv, encara que no hi ha proves que ho demostrin. La primera prova que dona constància d'habitants a l'edifici és la família Romeu, l'any 1344. D'aquesta família destacà Pere Romeu, que fou Conseller i Cònsul de La Llotja. Des de llavors, diverses famílies hi residiren, com ara la de Joan Puiguriguer l'any 1715 que va ser Conseller de la Ciutat i remodelà l'edifici el 1722. El seu fill, hereu de l'immoble, en tornà a fer una reconstrucció l'any 1753, afegint un arc al pati central.
L'edifici rep el nom de Casa de la Custòdia perquè donà custòdia al Papa durant la processó del 1762 a causa de la pluja torrencial, fet que és recordat al vestíbul de l'edifici amb una placa.
El 8 de febrer de 2012 fou detingut l'exdirector del centre acusat del robatori de diverses peces valuoses del centre, com ara vint ullals d'ivori, diamants i or, succeït tres dies abans. Segons els Mossos d'Esquadra, l'antic responsable del centre conservava encara les claus d'accés.
El 25 d'octubre de 2016 el museu tancà les portes per manca de fons. Tres anys després, els propietaris del palau anunciaren que el recinte es reconvertiria en un luxós spa.